# La Forie
La Forie település Franciaországban, Puy-de-Dôme megyében. Lakosainak száma 316 fő (2022. január 1.). La Forie Ambert, Job és Valcivières községekkel határos.

## Népesség
A település népességének változása:
| Lakosok száma | 311  | 318  | 331  | 321  | 324  | 320  | 319  | 317  | 316  |
|               | 2013 | 2015 | 2016 | 2017 | 2018 | 2019 | 2020 | 2021 | 2022 |